# Ворог держави (фільм)
«Ворог держави» (англ. Enemy of the State) — американський бойовик 1998 року режисера Тоні Скотта. Сюжет фільму базується на «теорії змови».

## Сюжет
Дія відбувається в США приблизно в середині 90-х років.
Конгресмен Філ Гаммерслі виступає проти законопроєкту, який, з його погляду, зазіхає на приватне життя американців. Його супротивник, Томас Рейнольдс (Джон Войт), навпаки, готовий проштовхнути законопроєкт за будь-яку ціну. В результаті агенти АНБ вбивають Гаммерслі, коли той відмовляється йти на поступки і облаштовують його вбивство, як нещасний випадок.
Біолог, який вивчає життя перелітних птахів, випадково фіксує цю подію на відеокамеру і готовий передати компрометуючий матеріал журналістам. Однак, переслідуваний агентами, він встигає лише за мить до смерті підкинути касету з відеозаписом своєму давньому знайомому, який нічого не підозрює — адвокатові Роберту Клейтону Діну (Вілл Сміт).
Агенти АНБ беруться за Діна. Завдання секретної команди — за будь-яку ціну відібрати «вибухонебезпечне» відео у Діна, і до їх послуг надані передові технології шпигунства, аж до стеження за окремо взятою людиною в режимі реального часу з супутника. З сюжету стає зрозуміло, що агенти можуть на відстані підключитися до будь-якої камери зовнішнього спостереження, прослухати будь-яку телефонну розмову. Життя Діна перетворюється на суцільний жах. Його квартиру «перевернули» зверху донизу, він втратив роботу, від нього відвернулася сім'я, вбили його близьку подругу і він, будучи підозрюваним у цьому вбивстві, вимушений переховуватися. Найнеприємніше, що він гадки не має, хто й навіщо псує йому життя. Докопатися до суті герою допомагає аналітик спецслужб у відставці «Брілл» (Джин Гекмен).

## У ролях
- Вілл Сміт — Роберт Клейтон Дін
- Джин Гекмен — Едвард Лайл, «Брілл»
- Джон Войт — Томас Рейнольдс
- Реджина Кінг — Карла Дін
- Джейк Б'юзі — Круг
- Баррі Пеппер — Девід Претт
- Джейсон Лі — Деніел Леон Завітц
- Гебріел Бірн — агент АНБ, «псевдо-Брілл»
- Ліза Боне — Рейчел Бенкс
- Джек Блек — Фідлер
- Джеймі Кеннеді — Джемі Вільямс
- Скотт Каан — агент Джонс
- Ієн Гарт — Бінгем
- Анна Ґанн — Емілі Рейнольдс
- Джейсон Робардс — конгресмен Філ Гаммерслі
- Сет Грін — Селбі
- Том Сайзмор — Полі Пінтеро
- Івана Миличевич — клерк в магазині
- Ларрі Кінг — камео

## Цікаві факти
- В фільмі фігурує «глобальна система радіоелектронної розвідки» — Ешелон
- У різний час на головну роль у фільмі претендували Том Круз та Мел Гібсон.